# Paul Janssens
Paul Janssens is een voormalig Belgisch politicus voor CVP / CD&V.

## Levensloop
Janssens werd politiek actief bij de CVP te Lint in 1970. In de periode 1970 - 1994 was hij tweemaal schepen. Na de gemeenteraadsverkiezingen van 1994 werd hij aangesteld als burgemeester van de gemeente. Daaropvolgend was hij van 2001 tot 2004 opnieuw schepen. Einde 2006 verliet hij de politiek om zich te focussen op geschiedenis, heemkunde en kalligrafie.
In 2014 schreef hij de publicatie De Groote Oorlog volgens de dagboeken en postkaarten van Gummaar Janssens, soldaat ten velde bestaande uit twee publicaties en gebaseerd op de schrijfsels van deze Lintse kunstsmid die volgens het gerucht meegewerkt zou hebben aan het hekwerk rond het Witte Huis te Washington. Ze handelen over de periode van de Eerste Wereldoorlog.